# Joy (cantante)
Park Soo-young (en hangul, 박수영; en hanja, 朴秀英; romanización revisada, Bak Su-yeong; McCune-Reischauer, Pak Su-yŏng; Jeju, 3 de septiembre de 1996), más conocida como Joy, es una cantante, actriz, bailarina y modelo surcoreana. En agosto de 2014, debutó como integrante del grupo femenino Red Velvet. Inició su carrera como actriz en 2017 al protagonizar el drama The Liar and His Lover. Debutó como solista con el álbum Hello el 31 de mayo de 2021.

## Biografía y carrera

### 1996-2017: Primeros años, debut y éxito televisivo
Joy nació el 3 de septiembre de 1996 en la Provincia de Jeju, Corea del Sur. Cuando era niña, se interesó por el trot, la forma más antigua de la música coreana. Durante su época en la escuela primaria, recibió elogios por su interpretación de la canción «Flying Duck» de la banda surcoreana Cherry Filter, que la influenció en convertirse en cantante. En 2012, se unió a SM Entertainment después de una exitosa audición en SM Global Audition en Seúl. Fue entrenada por la agencia durante dos años, tiempo durante el cual un entrenador vocal le dio el nombre artístico «Joy».

Joy fue presentada formalmente como la cuarta miembro de Red Velvet el 29 de julio de 2014. Siendo la única integrante del grupo que no fue presentada como parte de SM Rookies antes de su debut. 

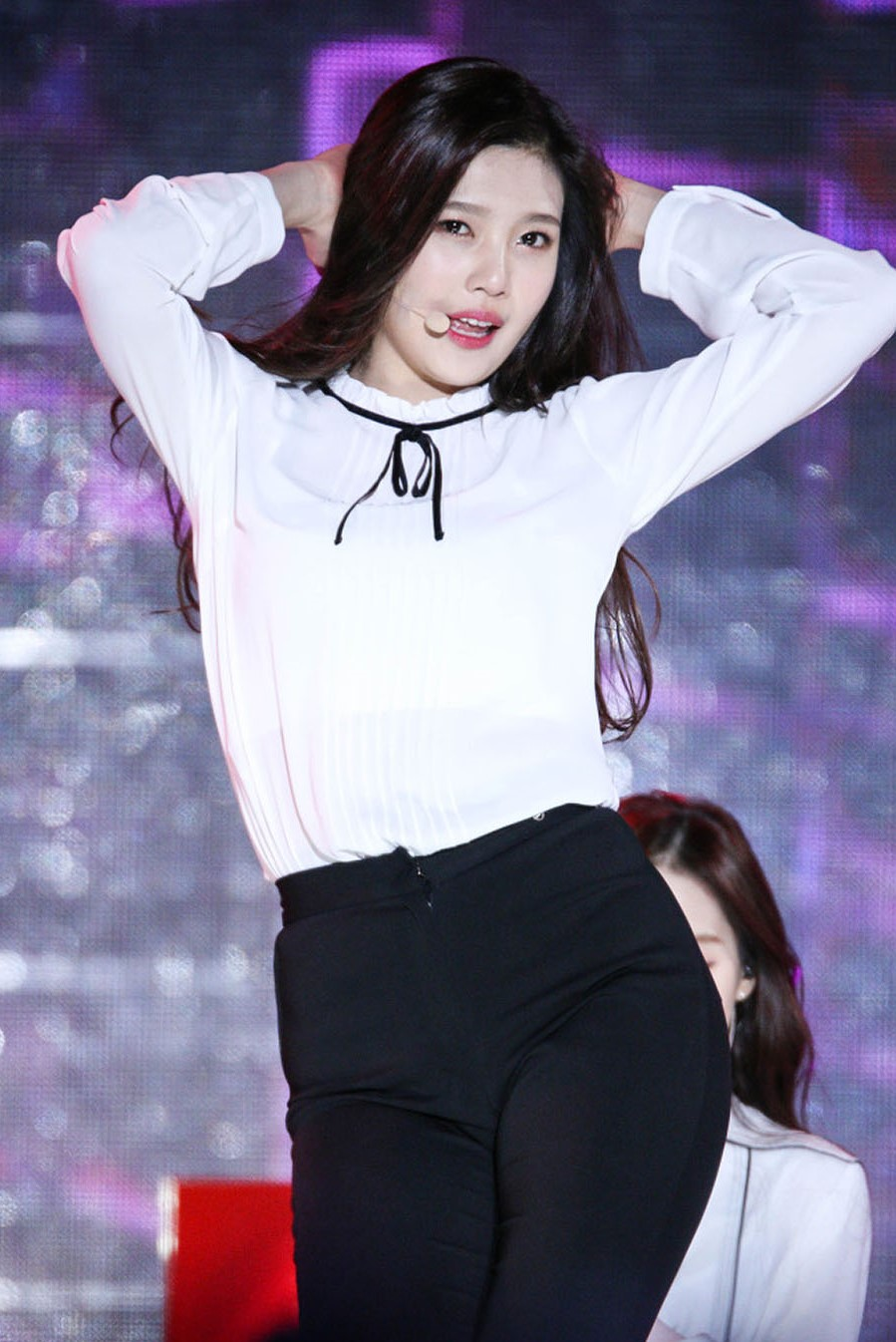
Joy en una presentación en diciembre de 2014.

 El 1 de agosto, debutó oficialmente en el programa musical Music Bank y tres días después Red Velvet lanzó su sencillo «Happiness». Al año siguiente, Joy se unió a la cuarta temporada del programa We Got Married, donde formó pareja con Sungjae de BtoB. Joy recibió un reconocimiento significativo por su participación en el popular programa de televisión y apareció en su primera sesión de fotos en solitario en la revista de moda coreana CéCi, modelando los cosméticos de la marca Etude House. El 29 de diciembre de 2015, Joy compartió un premio con Sungjae como la «Mejor pareja» y ganó de forma individual el «Premio a la nueva estrella» en los MBC Entertainment Awards.
Después de las promociones del grupo para su segundo EP, The Velvet, Joy lanzó un dueto con Sungjae el 16 de abril de 2016, titulado «Young Love». La canción alcanzó el puesto 52° en Gaon Digital Chart. Dejando We Got Married, el 7 de mayo del mismo año, se hicieron conocidos como una de las parejas más largas y populares en la historia del programa. En septiembre del mismo año, apareció como presentadora especial en el programa musical M! Countdown de Mnet, junto con su compañera Seulgi. Joy colaboró con Lim Seul-ong en un dueto titulado «Always In My Heart», lanzado el 4 de noviembre como parte del proyecto SM Station. La canción se ubicó en el décimo puesto de Gaon Digital Chart. También en noviembre, se unió al programa de KBS2, Trick & True. A principios de diciembre de 2016, colaboró con Doyoung de NCT en la canción «First Christmas», para Inkigayo Music Crush.
En enero de 2017, apareció en el episodio piloto del programa Oppa Thinking de MBC. Durante el programa, las celebridades hacen vídeos promocionales de sí mismos, producidos por uno de los equipos, y los suben a las redes sociales para atraer audiencias, mientras que en el siguiente episodio, el ganador se anuncia en función del número de nuevos fanáticos. Aún a principios de 2017, fue elegida para protagonizar el drama de tvN, The Liar and His Lover, junto al actor Lee Hyun-woo.  El drama que es una adaptación del popular manga Kanojo wa Uso o Aishisugiteru, se emitió de marzo a mayo de 2017. Para la banda sonora de la serie lanzó varias canciones, incluyendo «Yeowooya», «I'm Okay», «Your Days», «Shiny Boy», «Waiting For You» y «The Way To Me». En julio, participó en el programa King of Mask Singer bajo el nombre de «Bandabi» compitiendo en los episodios 121 y 122, respectivamente. Compitió contra Lee Hwan-hee de Up10tion en la primera ronda, cantando «Photograph» originalmente interpretado por Namjoo de Apink y Sungjae. Sin embargo, fue eliminada en la segunda ronda luego de interpretar «Just in Love» de S.E.S.

### 2018-2020: Éxito continuo y más apariciones en dramas
En 2018, Joy se unió a la segunda temporada del programa de variedades musicales Sugar Man de JTBC como copresentadora junto a Yoo Jae-suk , You Hee-yeol y Park Na-rae.. La temporada se transmitió de enero a mayo de ese año.. El programa gira en torno a la batalla de dos equipos, donde cada equipo traerá de vuelta un «Sugar Man»: el cantante que alguna vez fue exitoso, pero que ha desaparecido del ojo público. Los dos equipos recrean la vieja canción, «Sugar Song», en nuevas versiones que los harán atractivos para el mercado musical actual. Para revivir su gloria, las canciones son recreadas por cada productor de cada equipo con el artista actual, «Show Man», que cambia en cada episodio. En el mismo año, Joy fue elegida como la protagonista femenina en el drama de MBC, Tempted, basada vagamente en la novela epistolar francesa Las amistades peligrosas. El drama se emitió del 12 de marzo al 1 de mayo. Joy lanzó una banda sonora para el drama titulado «Nonsense» y fue nominada para el premio de popularidad –en la categoría «Actriz de drama»– de los The Seoul Awards, «Rookie del año» y «Mejor actriz» en MBC Drama Awards. 

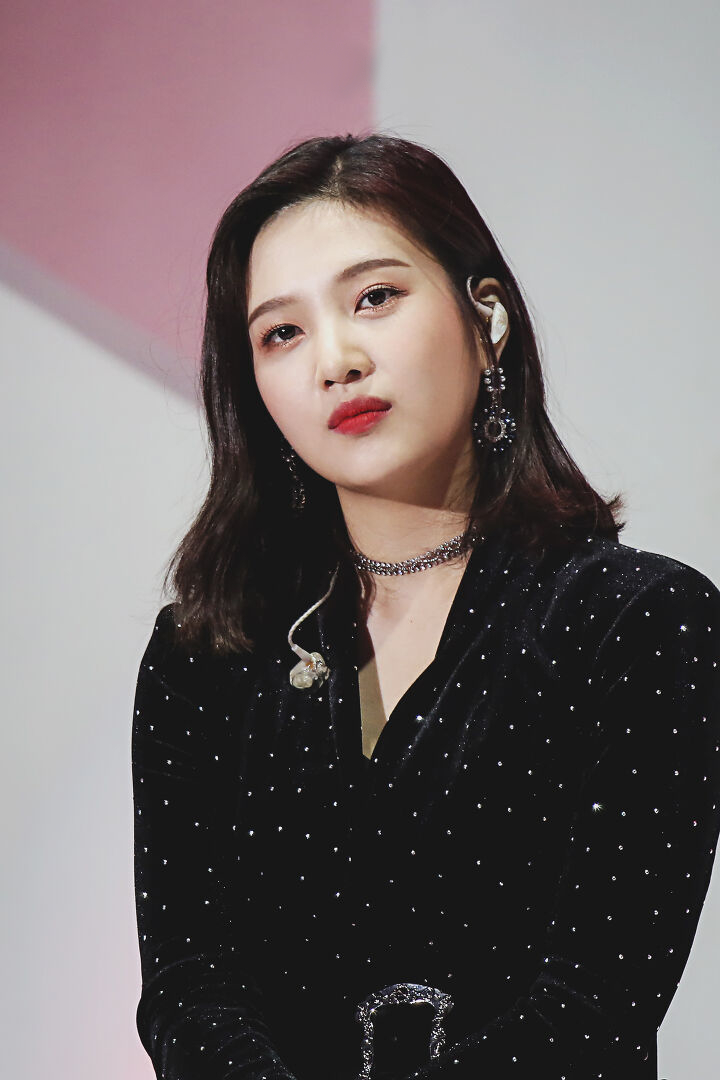
Joy en un concierto de Etude House Pink en abril de 2018.

 En contraste con las críticas negativas hacia el escritor y director del drama recibidas anteriormente, Tempted ocupó el primer lugar en el consumo de vídeos en línea para todos los dramas que se emiten en Corea del Sur, primero en la lista de los 10 dramas más comentados, y Joy ocupó el segundo lugar en el top 10 de los actores más comentados del país. A pesar del problema de los ídolos de K-pop en los papeles principales, Joy fue elogiada más tarde por su mejora y potencial en la actuación.
Durante las promociones del miniálbum de verano de Red Velvet Summer Magic, Joy apareció en la portada de la edición de agosto de 2018 de Nylon Korea. Joy también fue nombrada como la nuevo modelo y patrocinadora oficial de la cerveza Fitz Super Clear. Poco después, fue elegida como una de las presentadoras del programa de variedades de Lifetime, Pajama Friends, junto a Song Ji-hyo, Jang Yoon-ju y Cheng Xiao. En octubre de 2018, lanzó la canción «Dream Me» para la banda sonora del drama The Ghost Detective, junto con Mark de NCT.
En enero de 2019, se anunció que Joy fue elegida para ser la presentadora principal de Get It Beauty de OnStyle, junto con Jang Yoon-ju, y recibió elogios por su esfuerzo por desarrollar y mostrar sus habilidades en varios programas. En mayo, se convirtió en la nueva musa de la marca de maquillaje profesional de Amore Pacific, eSpoir. A finales de ese mes, fue nominada como el «Ícono de belleza del año» en los Brand of the Year Awards. En octubre, también fue nominada a «Ícono de belleza» en los Korea First Brand Awards. En diciembre, que formaría parte del elenco del programa de variedades, Handsome Tigers junto a Seo Jang-hoon, Cha Eun-woo, Lee Sang-yoon y Yoo Seon-ho. El programa se estrenó el 10 de enero de 2020 con Seo como entrenador y Joy como mánager. En la lista de fin de año de K-pop Radar, Joy fue nombrada la «Instagrammer femenina más candente de 2019» y se confirmó que tiene la mayor cantidad de seguidores en Instagram entre los artistas de K-pop que abrieron una cuenta en 2019.
En febrero de 2020, Joy fue invitada por Michael Kors para asistir a la Semana de la Moda de Nueva York, y Vogue llamó a Joy «una de las estrellas más brillantes del K-pop». En el mismo mes, fue nombrada «Mejor ídolo femenino de variedades» por los premios Brand Customer Loyalty Awards. El 20 de marzo, Joy lanzó una canción titulada «Introduce Me a Good Person» para la banda sonora del drama Hospital Playlist. El tono vocal de Joy fue ampliamente elogiado, con el respetado compositor y productor Hwang Hyun, afirmando que Joy tiene una voz que «no se puede lograr ni siquiera con entrenamiento». En abril del mismo año, participaría en la canción «Sangnoksu 2020», junto a importantes artistas coreanos. La colaboración tiene como objetivo honrar a los profesionales médicos de todo el mundo que luchan contra el COVID-19.

### 2021-presente: Debut como solista
El 12 de mayo de 2021, se anunció que Joy haría su debut en solitario con un álbum de remakes. Más tarde se anunció que su álbum titulado Hello se lanzaría el 31 de mayo, que consta de seis de la década de los 90 y los 2000. El álbum en el número uno en las listas de iTunes Top Album de 26 países. Las 6 canciones del disco debutaron en el Gaon Digital Chart, con Joy también alcanzando el primer puesto como solista en el Melon Female Solo Artist Chart. El sencillo «Hello», también alcanzó ingresó al Top 10 de K-pop Hot 100.
En junio de 2021, se confirmó que Joy se había unido al elenco de la serie JTBC Only One Person la cual sería estrenada en diciembre de 2021. El 26 de mayo de 2022 se anunció que protagonizaría la serie web Érase un amor rural, con el papel de una oficial de policía de un pueblo. La serie se estrenó en septiembre del mismo año. El 18 de agosto de 2025 Joy publicó su primer EP titulado From Joy, with Love junto con el sencillo principal «Love Splash!».

## Imagen pública e influencia
En la lista anual K-pop Radar, Joy fue nombrada «Instagramer candente de 2019» y se confirmó que tiene la mayor cantidad de seguidores en Instagram entre los artistas de K-pop que abrieron una cuenta en 2019. En el mismo año, la cantante ingresó en la lista de los «20 ídolos más populares» de Gallup Korea. En otra encuesta realizada entre soldados que realizaban el servicio militar obligatorio en Corea del Sur, Joy se había clasificado como la quinta ídolo femenina más popular de K-pop.
En febrero de 2020, Joy fue invitada como invitada VIP de Michael Kors a la Semana de la Moda de Nueva York, y Vogue llamó a Joy «una de las estrellas más brillantes del K-pop».
Como cantante, la voz de Joy ha recibido elogios de varios productores y músicos, incluido el cantante de R&B Crush, quien afirmó que «tiene la voz más hermosa que no puede ser reemplazada». En 2020, Joy se convirtió en la primera artista de SM sin una carrera como solista en recibir una nominación al «Bonsang (Gran Premio)».

## Otras actividades

### Filantropía
En febrero de 2020, Joy donó 10 millones de wones para el Community Chest of Korea para apoyar a los afectados por la Pandemia de COVID-19 en Corea del Sur.

## Discografía

### Álbumes de versiones
| Título | Detalles                                                                                              | Mejores posiciones | Mejores posiciones | Ventas                             |
| Título | Detalles                                                                                              | COR                | JPN                | Ventas                             |
| ------ | --- | ------------------ | ------------------ | ---------------------------------- |
| Hello  | - Lanzamiento: 31 de mayo de 2021 - Discográfica(s): SM, Dreamus - Formato(s): CD, digital, streaming | 4                  | 31                 | - COR: 119 992 - JPN: 1 395 (Fís.) |

### EP
| Título              | Detalles                                                                                  | Mejor posición | Ventas    |
| Título              | Detalles                                                                                  | COR            | Ventas    |
| ------------------- | ----------------------------------------------------------------------------------------- | -------------- | --------- |
| From Joy, with Love | - Lanzamiento: 18 de agosto de 2025 - Discográfica: SM - Formatos: CD, digital, streaming | Pendiente      | Pendiente |

### Sencillos
| Título                                                                                     | Año                    | Mejores posiciones     | Mejores posiciones     | Ventas                 | Álbum                  |
| Título                                                                                     | Año                    | COR                    | COR Hot                | Ventas                 | Álbum                  |
| Como artista principal                                                                     | Como artista principal | Como artista principal | Como artista principal | Como artista principal | Como artista principal |
| ------------------------------------------------------------------------------------------ | ---------------------- | ---------------------- | ---------------------- | ---------------------- | ---------------------- |
| «Je T'aime»                                                                                | 2021                   | 58                     | 21                     | N/A                    | Hello                  |
| «Hello» (안녕)                                                                             | 2021                   | 10                     | 10                     | N/A                    | Hello                  |
| «Love Splash!»                                                                             | 2025                   | Pendiente              | Pendiente              | Pendiente              | From Joy, with Love    |
| Como artista invitada                                                                      |                        |                        |                        |                        |                        |
| «Mayday» (자나깨나) (Crush con Joy)                                                        | 2020                   | 32                     | 18                     | N/A                    | Homemade 1             |
| Promocionales                                                                              |                        |                        |                        |                        |                        |
| «First Christmas» (con Doyoung)                                                            | 2016                   | —                      | —                      | - COR: 19 622+         | Sin álbum              |
| Colaboraciones                                                                             |                        |                        |                        |                        |                        |
| «Always in My Heart» (이별을 배웠어) (con Lim Seul-ong)                                    | 2016                   | 10                     | —                      | - COR: 415 334+        | SM Station Season 1    |
| «Young Love» (어린애 (愛)) (con Yook Sung-jae)                                             | 2016                   | 52                     | —                      | - COR: 80 305+         | Sin álbum              |
| «—» indica que el lanzamiento no se posicionó en la lista o no se lanzó en ese territorio. |                        |                        |                        |                        |                        |

### Otras canciones en listas
| Título                                                                                     | Año  | Mejores posiciones | Mejores posiciones | Álbum |
| Título                                                                                     | Año  | COR                | COR Hot            | Álbum |
| ------------------------------------------------------------------------------------------ | ---- | ------------------ | ------------------ | ----- |
| «If Only» (좋을텐데) (con Paul Kim)                                                        | 2021 | 69                 | 38                 | Hello |
| «Day by Day»                                                                               | 2021 | 108                | 99                 | Hello |
| «Happy Birthday to You»                                                                    | 2021 | 110                | —                  | Hello |
| «Be There for You»                                                                         | 2021 | 113                | 99                 | Hello |
| «—» indica que el lanzamiento no se posicionó en la lista o no se lanzó en ese territorio. |      |                    |                    |       |

## Filmografía

### Dramas
| Año  | Título                 | Papel        | Canal             | Notas                   | Ref.          |
| ---- | ---------------------- | ------------ | ----------------- | ----------------------- | ------------- |
| 2017 | The Liar and His Lover | Yoon So-rim  | tvN               | Papel principal         |               |
| 2018 | The Great Seducer      | Eun Tae-hees | MBC               | Papel principal         |               |
| 2021 | Only One Person        | Seong Mi-do  | JTBC              | Coprotagonista          | [ 87 ] [ 88 ] |
| 2022 | Érase un amor rural    | Ahn Ja-young | Kakao Tv, Netflix | Serie web. Protagonista | [ 67 ]        |

### Programa de variedades
| Año       | Título              | Cadena   | Notas                                    |
| --------- | ------------------- | -------- | ---------------------------------------- |
| 2015-2016 | We Got Married      | MBC      | Miembro del elenco                       |
| 2016-2017 | Trick & True        | KBS      | Panelista fija                           |
| 2017      | Oppa Thinking       | MBC      | Miembro del elenco                       |
| 2017      | King of Mask Singer | MBC      | Concursante                              |
| 2018      | Sugar Man 2         | JTBC     | Presentadora                             |
| 2018      | Pajama Friends      | Lifetime | Con Song Jihyo, Jang Yoon-ju, Cheng Xiao |
| 2019      | Get It Beauty 2019  | OnStyle  | Con Jang Yoon-ju                         |
| 2020      | Handsome Tigers     | SBS      | Mánager                                  |

## Premios y nominaciones
| Año  | Premio                   | Categoría                       | Trabajo Nominado | Resultado | Ref.   |
| ---- | ------------------------ | ------------------------------- | ---------------- | --------- | ------ |
| 2015 | MBC Entertainment Awards | Mejor pareja (con Yook Sungjae) | We Got Married   | Ganadora  |        |
| 2015 | MBC Entertainment Awards | Nueva estrella                  | Joy              | Ganadora  |        |
| 2021 | Melon Music Awards       | Artista Top 10 (Bonsang)        | Joy              | Pendiente | [ 89 ] |
| 2021 | Melon Music Awards       | Álbum del año                   | Hello            | Pendiente | [ 89 ] |